# Мак, Крейг
Крейг Джеймисон Мак (англ. Craig Jamieson Mack); (10 мая 1970, Нью-Йорк, Нью-Йорк — 12 марта 2018, Уолтерборо, Южная Каролина) — американский рэпер и музыкальный продюсер.
Крейг Мак начал свою карьеру в 1988 году, рифмуя под псевдонимом MC EZ в составе дуэта MC EZ & Troup. C 1990 года он работал в качестве настройщика оборудования на концертах группы EPMD до тех пор, пока группа не распалась. В 1993 году Мак воспользовался возможностью зачитать рэп для Шона «Puff Daddy» Комбса около ночного клуба Mecca в Нью-Йорке, после чего Комбс предложил ему место на ремиксе на песню Мэри Джей Блайдж «You Don’t Have to Worry», и в итоге подписал на свой лейбл, Bad Boy Records, ставший впоследствии одним из самых влиятельных хип-хоп-лейблов.
Известность пришла к Маку в 1994 году с выпуском сингла «Flava in Ya Ear», который был сертифицирован RIAA как «платиновый» спустя четыре месяца после выхода. Подводя итоги года, американский журнал Billboard назвал песню рэп-гимном 1994 года. В 1995 году «Flava in Ya Ear» был номинирован на премию «Грэмми» за лучшее сольное рэп-исполнение и победил в номинации «Сингл года» на церемонии The Source Hip-Hop Music Awards.
Дебютный альбом Мака, Project: Funk da World, был сертифицирован RIAA как «золотой». Несмотря на высокие позиции в чартах и признание среди критиков во время его выпуска, альбом оказался в тени в связи с массовым успехом альбома Ready to Die другого артиста лейбла Bad Boy Records, The Notorious B.I.G. В результате Мак покинул лейбл осенью 1995 года. Свой следующий альбом он планировал выпустить на новом лейбле Death Row East, подразделение Death Row Records, но после ряда событий, включая смерть Тупака Шакура и заключение Шуга Найта в тюрьму, этого не произошло.
В 1997 году Мак выпустил свой второй и последний альбом Operation: Get Down	на лейбле Street Life Records, но альбом не смог достичь коммерческого успеха. В 2007 году Крейг Мак ушёл из хип-хоп-индустрии почти на десятилетие, за исключением нескольких гостевых участий и появлений на саундтреках. В 2012 году Мак присоединился к религиозной организации Overcomer Ministry в штате Южная Каролина. 12 марта 2018 года Мак скончался от сердечной недостаточности в больнице рядом с его домом в городе Уолтерборо в штате Южная Каролина.

## Карьера
Будучи подростком, он начал читать рэп под именем MC EZ в составе дуэта MC EZ & Troup (Craig Mack and Teddy Lee) и выпустил один сингл «Just Rhymin'/Get Retarded» на лейбле Fresh Records в 1988 году. Затем Мак подружился с хип-хоп-дуэтом EPMD и в итоге отправился с ними в турне, работая в качестве техника. Он помогал DJ Scratch собирать и разбирать его проигрыватели на шоу. После нескольких лет без продвижения вперёд в музыкальной карьере Мак воспользовался возможностью зачитать рэп для Шона Комбса, тогда известного как Puff Daddy, около ночного клуба Mecca в Нью-Йорке. Шон «Паффи» Комбс предложил ему место на ремиксе на песню «You Don’t Have to Worry» Мэри Джей Блайдж в 1993 году. Под впечатлением, Комбс предложил ему контракт на лейбле Bad Boy, распространяемый через Arista Records. Мак наиболее известен своим хитовым синглом 1994 года «Flava in Ya Ear», который был выпущен под его настоящим именем. Ремикс сингла был прорывным участием для The Notorious B.I.G., а также одним из первых участий Busta Rhymes. Успех дебютного альбома The Notorious B.I.G. Ready to Die затмил ранний успех Мака на лейбле Bad Boy. B.I.G. также упомянул Мака в своём прорывном хите «Big Poppa» в строчке «now check it, I got more Mack than Craig in the bed…» (с англ. — «Проверяйте, у меня больше навыков в спальне, чем у Крейга»).
В поддержку выхода альбомов The Notorious B.I.G. Ready To Die и Craig Mack Project: Funk da World в 1994 году Пафф Дэдди выпустил промо-аудиокассету под названием B.I.G. Mack, на одной стороне был записан Craig Mack, а на другой — The Notorious B.I.G.. Стремясь распространить эти записи даже тем людям, которые никогда не слушали рэп, Пафф Дэдди вместе с двумя рэперами сидели в ресторане МакДональдс и раздавали эти промо-кассеты всем желающим в конце сентября 1994 года. 13 апреля 2019 года, в День музыкального магазина, Bad Boy Records переиздал B.I.G. Mack на аудиокассетах, а также виниле.
Хотя Пафф Дэдди упомянул в интервью 28 января 1995 года на MTV в передаче Yo! MTV Raps то, что он работает с Маком над его вторым альбомом, но оказалось, что это не так. Присутствовавший на этом интервью (где также был The Notorious B.I.G.) Мак казался озадаченным этим заявлением. Мак выпустил второй альбом в 1997 году, но Мак не смог повторить свой успех. В интервью Бигги Смоллз говорит, что он появился на ремиксе «Flava In Ya Ear» по политическим соображениям для Паффи. В 2002 году Мак появился в музыкальном видео на сингл Паффи «I Need a Girl (Part One)».
После нескольких попыток вернуться к успеху в начале 2000-х появились сообщения, что Мак работает над своим третьим студийным альбомом в 2002 году, который должен был выйти в 2007 году. Сингл «Mack Tonight» был выпущен для альбома в 2006 году. Затем Мак исчез из хип-хоп-индустрии.
В 2012 году на YouTube просочился видеоролик, на котором видно, что он присоединился к христианскому служению. С 2012 года Мак состоял в религиозной организации Overcomer Ministry, расположенном в городе Уолтерборо в штате Южная Каролина. 22 мая 2016 года на YouTube канале этой организации было выпущено видео под названием «Craig Mack Testimony», в котором Крейг Мак появляется посреди церкви, чтобы зачитать рэп о заговоре и христианстве под ремикс на песню «When God Comes». Песня выражает его личные убеждения. Мак планировал остаться в организации и сказал, что не намерен возвращаться в мейнстрим-рэп. В песне также упоминается, что он «перевез свою семью (жену и двоих детей) в Южную Каролину», что не соответствовало другим сообщениям, выражающим озабоченность семьи по поводу его выбора. Согласно видео, Мак чувствовал, что он совершал «злодеяния» в Нью-Йорке, но сейчас, в Южной Каролине, он стремится к «праведности».
26 ноября 2012 года лейбл Beazylife Distribution выпустил новый микстейп Крейг Мака, Operation Why2K? — Hosted by B-Eazy, через сайт DatPiff.com. В 2017 году вышел сборник The Mack World Sessions, содержащий 18 треков, записанных в период с 2000 по 2006 год. 20 августа 2018 года голландский лейбл MECSMI выпустил микстейп That’s My Word, составленный DJ Tape Deck King, через сайт DatPiff и YouTube. 25 ноября 2018 года That’s My Word посмертно выиграл премию «Микстейп года» на церемонии Audio Dope Awards на сайте Bout Dat Online. Это был первый раз, когда Крейг выиграл награду после того, как «Flava in Ya Ear» выиграл премию «Сингл года» на церемонии The Source Hip-Hop Music Awards 1995 года.

## Смерть
Мак скончался 12 марта 2018 года от сердечной недостаточности в больнице рядом с его домом в городе Уолтерборо в штате Южная Каролина. По словам DJ Scratch, он некоторое время болел перед смертью и был готов к мрачному исходу. Мак страдал от сердечной недостаточности, у него началась одышка примерно за шесть месяцев до его смерти, когда, по словам рэпера Эрика Сёрмона, он позвонил своим друзьям, чтобы попрощаться. После смерти Мака Сёрмон написал в Твиттере, что он заканчивает работу над новым альбомом Крейга Мака. Мак оставил после себя жену и двоих взрослых детей.

## Дискография

### Студийные альбомы
| Название               | Детали | Высшая позиция в чартах | Высшая позиция в чартах | Сертификации    |
| Название               | Детали | Billboard 200           | Top R&B/Hip-Hop Albums  | Сертификации    |
| ---------------------- | --- | ----------------------- | ----------------------- | --------------- |
| Project: Funk da World | - Выпущен: 20 сентября 1994 года - Лейбл: Bad Boy Records - Форматы: CD, аудиокассета                         | 21                      | 6                       | - RIAA: Золотой |
| Operation: Get Down    | - Выпущен: 24 июня 1997 года - Лейбл: Street Life Records/Scotti Brothers Records - Форматы: CD, аудиокассета | 46                      | 17                      |                 |

### Сборники
- 2017 — The Mack World Sessions

### Синглы
| 1994                                     | «Flava in Ya Ear»                        | 9   | 4  | 1  | 57 | - RIAA: Платиновый | Project: Funk Da World              |
| 1994                                     | «Get Down»                               | 38  | 17 | 2  | 54 | - RIAA: Золотой    | Project: Funk Da World              |
| 1997                                     | «What I Need»                            | 103 | 55 | 16 | —  |                    | Operation: Get Down                 |
| 1998                                     | «Jockin My Style»                        | —   | —  | —  | —  |                    | Operation: Get Down                 |
| 1999                                     | «Wooden Horse» (featuring Frank Sinatra) | —   | —  | —  | —  |                    | What’s the Worst That Could Happen? |
| «—» означает, что релиз не попал в чарт. |                                          |     |    |    |    |                    |                                     |

## Награды и номинации
| Награда                         | Год  | Номинированная работа | Категория                     | Результат |
| ------------------------------- | ---- | --------------------- | ----------------------------- | --------- |
| Grammy Awards                   | 1995 | «Flava in Ya Ear»     | Лучшее сольное рэп-исполнение | Номинация |
| The Source Hip-Hop Music Awards | 1995 | «Flava in Ya Ear»     | Сингл года                    | Победа    |
| MTV Video Music Awards          | 1995 | «Flava in Ya Ear»     | Лучшее рэп-видео              | Номинация |